# 塞西非鯽
塞西非鯽，為輻鰭魚綱䲁形目麗魚科異齒非鯽屬的其中一種，被IUCN列為瀕危保育類動物，分布於非洲西部的利比里亞、象牙海岸及貝南的河流域，體長可達20.8公分，為淡水底棲魚類。

## 命名
本魚由比利時的魚類學家德克·蒂斯范登奧德納爾德於1968年命名，最初學名「Tilapia cessiana」，屬於非鯽屬。直到2013年的分子種系發生學研究才將本種歸於異齒非鯽屬（Heterotilapia）。
本魚學名的種加詞字根「Cess」取自利比里亞城市里弗塞斯（River Cess）之名，因其模式標本的來自該市旁邊的塞斯托斯河（Cestos River）而得名。

## 分布
本魚分布於西非的利比里亞及象牙海岸的塞斯托斯河流域，以及貝南的韋梅河流域。

## 形態
本魚為中型魚，最大標準體長可達20.8公分。背鰭1片，背鰭硬棘14-15枚；背鰭軟條14-16枚，無脂鯺；臀鰭1片，臀鰭硬棘3枚；臀鰭軟條10-11枚。側線鱗片29-30枚，下鰓耙數10-11。
鑑別特徵：下咽骨長度與寬度大致相等，前側骨板短於具齒區；中線位置的咽齒較兩側齒寬大；臉頰具3–4列鱗片；第一背鰭棘與上側線之間有4–4.5枚鱗片。體側黑色垂直條紋比其間的淺色間隔窄。

## 生態
本魚棲息於岩質底部的大河中，雜食性偏草食。雌雄魚配對，在開放的底部產卵，魚父母會一起守護魚卵。

## 經濟利用
本魚為食用魚，是當地漁業的捕撈對象。

## 保護現狀
本魚的種群數量缺乏統計，分布區域為16平方公里。本魚在三個國家的生存水域者受毁林、農業與礦業影響導致淤泥堆積，河流生態正在惡化。目前當地也沒有任何保護行動。於是國際自然保護聯盟於2010年及2018年連續二次評估本魚為極危物種，直到2020年重評估為瀕危物種。

## 風險管理
本魚予人類無害。

## 擴展閱讀
- 維基物種上的相關：塞西非鯽